# Buscareto
Buscareto is een plaats (frazione) in de Italiaanse gemeente Ostra Vetere.